# Henning Munk Jensen
 Der er flere personer med dette navn, se Henning Jensen.
Henning Munk Jensen (født 12. januar 1947, død 17. november 2023) var en professionel dansk fodboldspiller. Han spillede som centerforsvarer både for AaB, PSV Eindhoven samt for hold i USA og Canada. Han opnåede 62 kampe for Danmarks fodboldlandshold, i 24 af disse som anfører, og han blev to gange kåret som Årets Fodboldspiller i Danmark. Henning Munk Jensen havde kælenavnet "Munken".
Henning Munk Jensen begyndte som fodboldsspiller i AaB som 2. års drengespiller i 1961 og debuterede for AaB som yngling i 1965 mod AGF (resultat 2-2). Han var med til at vinde DBU’s talentturnering i 1967.
Han debuterede på landsholdet i 1966 mod Holland (resultat 0-2) med en anden AaB’er, Kjeld Thorst, som anfører. Han blev kåret som årets fodboldspiller to gange, 1968 og 1975, og blev derudover kåret som årets navn i nordjysk idræt tre gange: I 1966 sammen med hele AaB’s hold samt alene i 1968 og 1975.
Henning Munk Jensen er et af de største navne i AaB's historie. Han var med på det hold, der vandt bronze i 1969, og han satte AaB-rekord som spilleren med flest kampe med i alt 392. I 1970 blev han professionel i PSV Eindhoven, hvor han spillede til 1973. Senere spillede han to sæsoner i den nordamerikanske liga i henholdsvis San José Earthquakers og Edmonton Drillers. Derudover har han spillet i blandt andet Frederikshavn og været spillende træner på en række nordjyske hold i 1980'erne.
Efter afslutningen på den professionelle karriere arbejdede Henning Munk Jensen som lærer, indtil han i 2007 blev pensioneret.